# 다이칭
다이칭(戴晴, 1941년 8월 1일 ~ )은 중화인민공화국의 여성 수필가, 언론인, 군사평론가, 정치평론가, 소설가, 정치인이다. 본명은 푸닝(傅凝), 아명은 푸샤오칭(傅小慶).

## 주요 경력
- 중국작가협회 전임고문
- 광밍 일보 보고문학부 차장 겸 부장 직무대리

## 생애

### 생애 초기
그녀는 3세 때였던 1944년 중국국민당군 군사들의 손에 아버지와 어머니를 모두 잃고 나서 아버지 푸다칭(傅大慶)의 절친한 친구였던 예젠잉(葉劍英)의 손에 자라면서 그를 스승으로 모시게 되고 이후 그에게서 공산주의와 사회주의 사상을 학습하였다. 그녀의 선친은 1920년대 당시 천두슈의 부하로 활약하였으며 말레이시아, 타이, 부르마, 인도네시아 등지에 중국공산당 지부를 창립한 인물이었다.

### 문단 등단
1962년 수필가로 첫 등단하였고 이듬해 1963년 군사평론가로도 등단하였으며 1965년 정치평론가로도 등단하였고 이후 보고문학부 기자로도 활동하였고 한때 정치 분야에도 투신하였으며 1982년 소설가로도 등단하고 중국 작가협회에 가입하였다.

### 반체제 전향
1984년 중화인민공화국 광밍 일보 보고문학부 차장 겸 부장 직무대리 직함에서 사퇴하였고 1987년 이후 반체제주의로 전향하였으며 1989년 톈안먼 사건 이후 본격 반체제주의를 고수하고 있다.